# Fred Benson
Fred Benson est un footballeur néerlandais d'origine ghanéenne, né le 10 avril 1984 à Accra au Ghana. Il occupe le poste d'attaquant au ASV De Dijk (nl).

## Palmarès

### En club
- Shandong Luneng
  - Champion de Chine en 2010.
- RKC Waalwijk
  - Champion de Eerste divisie (D2) en 2011.
- PEC Zwolle
  - Vainqueur de la Coupe des Pays-Bas en 2014.

### En sélection
Pays-Bas espoirs
- EURO Espoirs
  - Vainqueur (1) : 2006